# 时事画报
《時事畫報》是1905年拒約運動期間，潘達微等人於廣州創刊的石印旬刊畫報，為同盟會宣傳刊物。

## 刊行歷程
光緒31年（西元1905年）陰曆8月，潘達微等人以河南贊育善社名義於《有所谓报》募款籌設《拒約畫報》，稍後更名《時事畫報》。
同年陰曆9月1日（陽曆9月29日），《時事畫報》於廣州發行創刊號。以後數年，該報先後由潘達微及謝英伯主編，其繪者包含何劍士、譚泉、葛璞、崔岐、鄭萇、尹爟、馮如春、羅清、高劍父、陳樹人等人。潘達微、何劍士、高劍父與陳樹人在繪事之外兼擅文字，又得陳垣、黃世仲、岑學呂等人參與撰稿，可謂陣容堅強。
1909年為當局所忌，轉至香港發行，次年停刊。1911年其成員於廣州改組《平民報》，1912年中華民國建立後復刊，但隔年又因時局再度停刊。

## 評價
《時事畫報》的內容，除了如《點石齋畫報》般的新聞畫，還有不少政治漫畫，遂有人稱之為中国第一份现代漫画期刊。因此2005年8月“海珠区漫画文化活动周”便以此刊物為主題，在海珠文化馆展览馆舉辦特展。另一方面，具革命派背景、刊載大量粵語通俗文學的《時事畫報》，也被認是反映晚清廣州時局與廣府文化的代表性刊物，是以2011年广东省立中山图书馆举办“辛亥革命与广府文化展览”時，特別展出這份刊物。